# Builekun (Ort)
Builekun (Builecun, Be-lekun, Builecon, Bilekun) ist ein Ort im osttimoresischen Suco Balibo Vila (Verwaltungsamt Balibo, Gemeinde Bobonaro). Er liegt in einer Meereshöhe von 524 m am Nordrand der Aldeia Builekun. Eine Nebenstraße der Überlandstraße von Balibo nach Maliana verbindet Builekun mit Aiasa im Osten und Aitos im Westen. Das Dorf verfügt über eine Grundschule. Friedhöfe befinden sich westlich und südlich der Siedlung.